# Treibstofflager Konzendorf

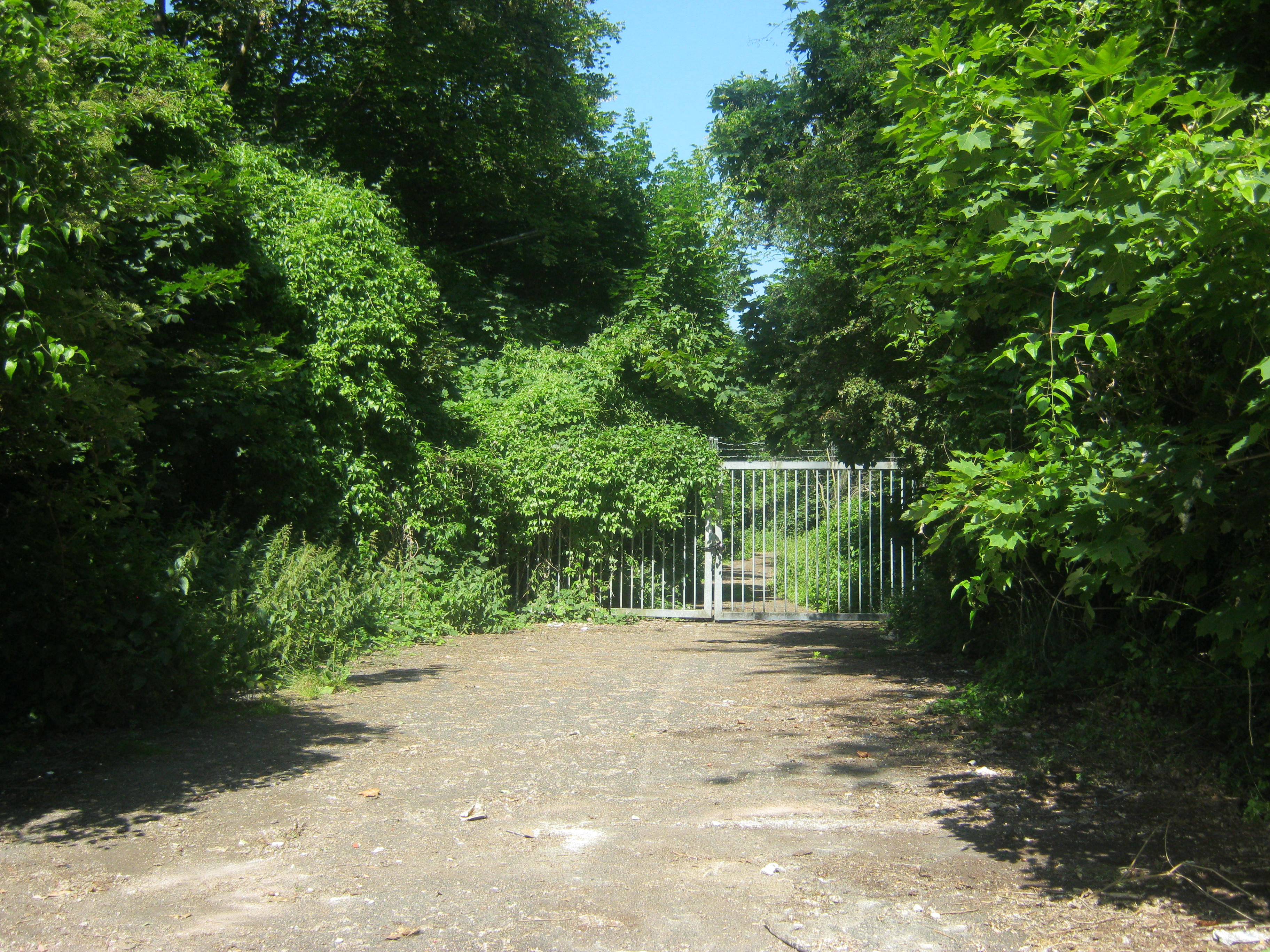
Zufahrt zum ehemaligen Treibstofflager

Das ehemalige Treibstofflager Konzendorf befindet sich neben dem Dürener Stadtteil Konzendorf in Nordrhein-Westfalen.
Westlich von Konzendorf befindet sich dieses ehemalige Treibstofflager der belgischen Streitkräfte, das laut »BICC-Konversionsbericht IV« (Düsseldorf 2000) am 1. Juli 1995 freigegeben wurde.
Das ehemalige Treibstofflager liegt auf der Abraumhalde des ehemaligen Braunkohletagebaus „Tagebau Alfred“ (ca. 1918 bis 1935). Ungefähr zwei Drittel der Halde dienten von 1952 bis zum Abzug im Jahre 1995 den belgischen Truppen als Kraftstoff-Tanklager für Benzin und Diesel. Das ca. 90.000 m² große, eingezäunte Grundstück ist Eigentum des Bundes und seit 1995 ohne Nutzung.
Bis Ende der 1960er Jahre standen an allen vier Ecken der Halde riesige Gitterwachtürme mit Suchscheinwerfern.